# Moulay Yacoub

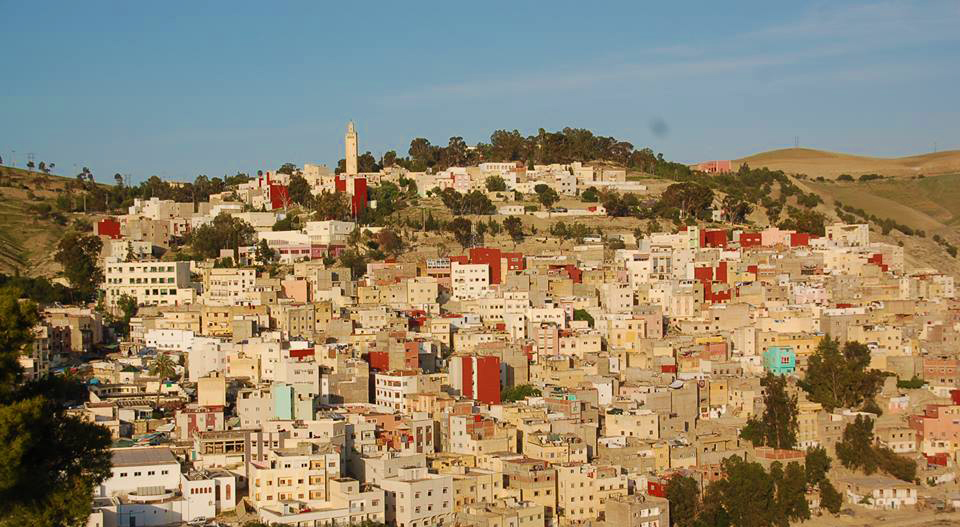
Moulay Yacoub 2010.

Moulay Yacoub är en stad i Marocko och är administrativ huvudort för provinsen Moulay Yacoub som är en del av regionen Fès-Meknès. Folkmängden uppgick till 4 612 invånare vid folkräkningen 2014.